# 科普羅波利斯 (亞利桑那州)
科普羅波利斯（英語：Copperopolis）是位於美國亞利桑那州亞瓦派縣的一個非建制地區。該地的面積和人口皆未知。

## 地理
科普羅波利斯的座標為34°04′49″N 112°28′13″W / 34.08028°N 112.47028°W，而該地的平均海拔高度為1023米（即3356英尺）。